# وارون کومار
وارون کومار (انگلیسی: Varun Kumar؛ زادهٔ ۲۵ ژوئیهٔ ۱۹۹۵) بازیکن هاکی روی چمن اهل هند است.